# Fransummerpolder
De Fransummerpolder (huidige spelling: Fransumerpolder) is een voormalig waterschap in de Nederlandse provincie Groningen.
Door de aanleg van het Van Starkenborghkanaal werd de Fransummer-Wierummerpolder in tweeën gesplitst. De beide delen, waarvan de Fransummerpolder het noordelijke was, werden elk een zelfstandig waterschap. Het schap lag ten noorden van Aduard, in de hoek tussen het Van Starkenborghkanaal, het Aduarderdiep en de weg van Aduard naar Den Ham. Het werd bemalen door de nog bestaande poldermolen De Eolus.
Waterstaatkundig gezien ligt het gebied sinds 1995 binnen dat van het waterschap Noorderzijlvest.